# Olga Smirnowa (Ringerin)
Olga Wladimirowna Smirnowa (russisch Ольга Владимировна Смирнова; * 11. Mai 1979 in Nowotscheboksarsk) ist eine ehemalige russische bzw. kasachische Ringerin. Sie war 1996 Weltmeisterin und 2000 und 2002 Europameisterin.

## Werdegang
Olga Smirnowa begann als Jugendliche mit dem Ringen und gehörte seit 1995 dem Sportclub Yunost Rossii Almetewsk an, wo sie von Nikolai Below trainiert wurde. Nach dem Erwerb der Hochschulreife studierte sie an der Staatl. Hochschule in Kuban Sport. Die 1,63 Meter große Athletin startete als Erwachsene in den Gewichtsklassen bis 51 kg bzw. 55/56 kg Körpergewicht. Bis zum Jahre 2004 startete sie für Russland. 2006 wechselte sie nach Differenzen mit dem russischen Ringerverband nach Kasachstan, wohl auch deshalb, weil dort die Konkurrenz geringer war als in Russland.
Der Einstand von Olga Smirnowa auf der internationalen Ringermatte war fulminant. Im Jahre 1996 gewann sie im Alter von 17 Jahren bei der Europameisterschaft in Oslo hinter der Französin Anna Gomis und Angela Lattanzio aus Italien gleich eine Bronzemedaille in der Gewichtsklasse bis 53 kg und zwei Monate später wurde sie in Sofia sogar Weltmeisterin bei den Seniorinnen in der Gewichtsklasse bis 50 kg, wobei sie Yoshiko Endo aus Japan, Ida Hellström aus Schweden und Erica Sharp aus Kanada hinter sich ließ.
Die nächsten internationalen Meisterschaften bestritt sie 1998. Sie wurde dabei in Patras Junioren-Europameisterin von Anne Catherine Deluntsch, Frankreich und Tetjana Lasarewa aus der Ukraine. Sie siegte auch bei der Junioren-Weltmeisterschaft 1998 in Fredrikstad/Norwegen, wo sie Konstantina Katerina Tsibanakou, Griechenland, Breanne Leigh Graham, Kanada und Anne Catherine Deluntsch auf die Plätze verwies. Diesen Erfolgen fügte sie 1999 den Sieg bei der Junioren-Europameisterschaft in Budapest in der Gewichtsklasse bis 54 kg an, wo sie vor Yvonne Englich-Hees, Deutschland und Ida-Theres Nerell aus Schweden siegte. Bei der Junioren-Weltmeisterschaft 1999 in Bukarest schied sie dagegen früh aus und erreichte nur den 11. Platz.
Im Jahre 2000 wurde Olga Smirnowa in Budapest Europameisterin in der Gewichtsklasse bis 51 kg. Auf dem Weg zu diesem Erfolg besiegte sie Lilija Schterewa, Bulgarien, Agoro Papvasoleiou, Griechenland, Anna Lisa Debiasi, Italien, Anne Catherine Deluntsch und Ida Hellström. Bei der Weltmeisterschaft dieses Jahres kam sie nicht zum Einsatz. Hier vertrat Natalja Karamtschakowa die russischen Farben. Olga Smirnaowa wurde aber wieder bei der Europameisterschaft 2001 in Budapest in der Gewichtsklasse bis 56 kg eingesetzt, konnte in dieser Klasse aber nicht überzeugen und verlor gleich ihren ersten Kampf gegen Tetjana Lasarewa. Mit einem Sieg über Diletta Giampiccolo aus Italien kam sie aber noch auf einen 9. Platz.
2001 holte sie sich in Seinäjoki/Finnland dann in der Gewichtsklasse bis 51 kg wieder den Europameistertitel. Sie besiegte dabei Edit Doszsa aus Ungarn, Jessica Bechtel aus Deutschland, Marta Wojtanowska aus Polen und Ida Hellström. Bei der Weltmeisterschaft 2002 wurde sie aber ebenso wenig eingesetzt wie bei den internationalen Meisterschaften 2003. Im Jahre 2004 fanden dann erstmals Wettbewerbe im Frauenringen in vier Gewichtsklassen bei Olympischen Spielen statt. Olga Smirnowa war in Athen mit dabei, verlor aber dort in der Gewichtsklasse bis 55 kg gegen Tela O’Donnell aus den Vereinigten Staaten und gegen Tonya Verbeek aus Kanada und belegte damit nur den 9. Platz.
Ab 2006 startete Olga Smirnowa dann für Kasachstan. Ihr erster Start für dieses Land war im Dezember 2006 bei den Asien-Spielen in Doha. Sie belegte dabei in der Gewichtsklasse bis 55 kg mit Siegen über Kim Un-A, Nordkorea, Su Ying-Tsu, Taiwan und Naidangiin Otgondschargal aus der Mongolei und einer Niederlage im Finale gegen Saori Yoshida aus Japan den 2. Platz. Nach einem 3. Platz bei der Asienmeisterschaft 2007 in Bischkek hinter Saori Yoshida und  Su Lihui, China gewann sie dann auch bei der Weltmeisterschaft 2007 in Baku eine Medaille. Sie erkämpfte sich dort in der Gewichtsklasse bis 55 kg mit Siegen über Ludmila Cristea, Moldawien, Julia Ratkewitsch, Aserbaidschan, einer Niederlage gegen Saori Yoshida und weiteren Siegen über Jackeline Rentería aus Kolumbien und Alena Filipowa aus Weißrussland eine Bronzemedaille.
Im Jahre 2008 wurde sie in Jeju/Südkorea in der Gewichtsklasse bis 59 kg hinter Li Song Ni, China asiatische Vizemeisterin. Durch ihren dritten Platz bei der Weltmeisterschaft 2007 in Baku war sie auch für die Olympischen Spiele 2008 in Peking qualifiziert. Sie gewann dort in der Gewichtsklasse bis 55 kg über Alena Filipowa und verlor danach gegen Xu Li aus China und gegen Ana Maria Pavăl aus Rumänien und belegte damit den 7. Platz. Danach trat sie vom internationalen Wettkampfgeschehen zurück.

## Internationale Erfolge
| Jahr | Platz | Wettbewerb                          | Gewichtsklasse | Ergebnisse |
| 1996 | 3.    | EM in Oslo                          | bis 53 kg      | hinter Anna Gomis, Frankreich und Angela Lattenazio, Italien |
| 1996 | 1.    | WM in Sofia                         | bis 50 kg      | vor Yoshiko Endo, Japan, Ida Hellström, Schweden und Erica Sharp, Kanada |
| 1998 | 1.    | Junioren-EM in Patras               | bis 54 kg      | vor Anne Catherine Deluntsch, Frankreich, Tetjana Lasarewa, Ukraine und Elzbiueta Sryczek, Polen |
| 1998 | 1.    | Junioren-WM in Fredrikstad/Norwegen | bis 54 kg      | vor Kostantina Katerina Tsibanakou, Griechenland, Breanne Leigh Graham, Kanada und Anne Catherina Deluntsch                                                                                           |
| 1999 | 1.    | Junioren-EM in Budapest             | bis 54 kg      | vor Yvonne Englich-Hees, Deutschland, Ida-Theres Nerell, Schweden und Sabine Carette, Frankreich |
| 1999 | 11.   | Junioren-WM in Bukarest             | bis 54 kg      | Siegerin: Seiko Yamamoto, Japan vor Kostantina Katerina Tsibanakou, Griechenland und Yvonne Englich-Hees                                                                                              |
| 2000 | 1.    | EM in Budapest                      | bis 51 kg      | nach Siegen über Lilija Schterewa, Bulgarien, Agoro Papavasoleiou, Griechenland, Anna Lisa Debiasi, Italien, Anne Catherine Deluntsch und Ida Hellström, Schweden                                     |
| 2001 | 9.    | EM in Budapest                      | bis 56 kg      | nach einer Niederlage gegen Tetjana Lasarewa, Ukraine und einem Sieg über Diletta Giampiccolo, Italien                                                                                                |
| 2002 | 1.    | EM in Seinäjoki/Finnland            | bis 51 kg      | nach Siegen über Edit Dozsa, Ungarn, Jessica Bechtel, Deutschland, Marta Wojtanowska, Polen und Ida Hellström                                                                                         |
| 2004 | 9.    | OS in Athen                         | bis 55 kg      | nach Niederlagen gegen Tela O’Donnell, USA und Tonya Verbeek, Kanada |
| 2006 | 2.    | Asien-Spiele in Doha                | bis 55 kg      | nach Siegen über Kim Un-A, Nordkorea, Su Ying-Tsu, Taiwan und Naidangiin Otgondschargal, Mongolie und einer Niederlage gegen Saroi Yoshida, Japan                                                     |
| 2007 | 3.    | Asienmeisterschaft in Bischkek      | bis 55 kg      | hinter Saori Yoshida und Su Lihui, China |
| 2007 | 3.    | WM in Baku                          | bis 55 kg      | nach Siegen über Ludmila Cristea, Moldawien und Julia Ratkewitsch, Aserbaidschan, einer Niederlage gegen Saori Yoshida und Siegen über Jackeline Renteria, Kolumbien und Alena Filipowa, Weißrussland |
| 2008 | 2.    | Asienmeisterschaft in Jeju/Südkorea | bis 59 kg      | hinter Li Song Ni, China, vor Anita, Indien und Muszki Kajita, Japan |
| 2008 | 7.    | OS in Peking                        | bis 55 kg      | nach einem Sieg über Alena Filipowa und Niederlagen gegen Xu Li, China und Ana Maria Pavăl, Rumänien                                                                                                  |

## Erläuterungen
- alle Wettkämpfe im freien Stil
- OS = Olympische Spiele, WM = Weltmeisterschaft, EM = Europameisterschaft